# Воеводин, Василий Иванович
Василий Иванович Воеводин (1783—1843) — российский оперный певец (бас-баритон), драматический актёр.
Происходил из крепостных нижегородского помещика Салтыкова.
С 1807 года принимал участие в оперных спектаклях Московской императорской труппы.
В ту пору Москва оказалась без стационарного театрального помещения: театр Майкла Мэдокса, перешедший в ведомство казенных императорских театров, сгорел, и Московская императорская труппа давала представления в различных помещениях, обычно театральные постановки шли на сценах частных особняков. В частности, в театре на Моховой в доме Пашкова была поставлена опера «Венецианская ярмарка» А. Сальери, где одну из партий пел Василий Воеводин. Известно, что до 1820 года певец выступал в театре особняка Апраксина на Знаменке.
Когда наконец Московская императорская труппа получила постоянные помещения (Малый театр открылся 14 октября 1824 г. и Большой театр открылся 6 января 1825 года), Московская труппа выступала там, и Воеводин работал на обеих московских сценах, принимая участие не только в оперных постановках, но и в музыкальных водевилях. Он получил один из самых первых бенефисов сразу после открытия Малого театра: 8 декабря 1824, когда был поставлен водевиль П. Н. Арапова «Волшебное стекло, или Белый голубь».
Василий Воеводин 1-й исполнитель вокальных партий:
- Ландышев («Деревенский философ» А. Алябьева, 1823),
- Радимов («Хлопотун, или Дело мастера боится» А. Алябьева и А. Верстовского, 4 ноября 1824 в бенефис А. М. Сабурова, в помещении Малого театра),
- Али («Волшебный нос, или Талисманы и финики» А. Верстовского, 8 октября 1825 в бенефис танцовщицы А. И. Ворониной-Ивановой, Большой театр),
- Тупеев («Нераздельные, или Новое средство платить долги» А. Алябьева и Ф. Е. Шольца, 25 ноября 1827 в бенефис А. Т. и А. М. Сабуровых, Большой театр),
- Курбачев («Молодая мать и жених в 48 лет, или Домашний спектакль» А. Алябьева, 1827; премьера одновременно в со спектаклем «Нераздельные, или Новое средство платить долги»),
- Болеславский («Пан Твардовский» А. Верстовского, май 1828)[1].

Как первый исполнитель в Москве он пел партии: Нессира («Алина, королева Голкондская» А.-М. Бертона, 1815), Василькова («Комик и портной» П. Гаво, 1816), ? («Лодоиска» Р. Крейцера, 1816), ? («Жан Парижский» Ф. Буальдьё, 1817), ? («Целый роман, или Весь день в приключениях» Э. Мегюля, 1820), ? («Волшебный колокольчик» Л. Ж. Ф. Герольда, 1821), ? («Колдун, или Театр на театре» Н. Изуара, 1822), Бранислава («Жар-птица, или Приключения Ивана-царевича» К. Кавоса и Ф. Антонолини, 1827), Де ла Гитетвера («Обезьяна-воровка, или Жертва злобы и ослепления» - спектакль-пародия на  оперу Дж. Россини «Сорока-воровка» с музыкой Россини, в свой собственный бенефис 17 января 1829, Большой театр).
Исполнял пертии: ? («Камилла, или Подземелье» Н. Далейрака, 1812), фейт Шнека («Чёртова мельница» В. Мюллера, 1816); Баптист («Каменщик» Д. Обера).